# Argonauci zachodniego Pacyfiku
Argonauci zachodniego Pacyfiku: relacje o poczynaniach i przygodach krajowców z Nowej Gwinei (ang. Argonauts of the Western Pacific) – etnograficzna analiza mieszkańców Nowej Gwinei autorstwa Bronisława Malinowskiego. Wydana w języku angielskim w 1922 r., a w języku polskim, w tłumaczeniu Barbary Olszewskiej-Dyoniziak i Sławoja Szynkiewicza, w 1967 r. W książce Malinowski analizuje kulturę i ekonomię wyspiarskiego społeczeństwa. Argonauci są pierwszą prezentacją funkcjonalnej analizy danych etnograficznych.
Malinowski prowadził badania na Wyspach Trobriandzkich w okresie od czerwca 1915 do maja 1916 roku i od października 1917 do października 1918. Publikacja Argonauci jest jednym z rezultatów tych badań, stanowi część tzw. trylogii Malinowskiego (pozostałe dwie części to Życie seksualne dzikich w północno-zachodniej Melanezji i Ogrody koralowe i ich magia).
Malinowski opisał w tej książce m.in. tzw. rytuał Kula.